# Ministre des Affaires étrangères (Azerbaïdjan)
Le ministre des Affaires étrangères d'Azerbaïdjan (en azéri : Azərbaycan Respublikasının xarici işlər naziri) est un membre du gouvernement de la république d'Azerbaïdjan qui dirige le ministère chargé des relations extérieures et de la diplomatie.
Le titulaire de la fonction est Djeyhoun Baïramov, depuis le 16 juillet 2020.

## Histoire
Le premier ministre des Affaires étrangères, Mammad Hassan Hadjinski, prend ses fonctions le 28 mai 1918, lors de la création de la république démocratique d'Azerbaïdjan, peu après l'effondrement de l'Empire russe. La fonction est brièvement maintenue après la création de la république socialiste soviétique d'Azerbaïdjan, entre 1920 et 1921, avant d'être supprimée. Elle est rétablie en 1944.

## Ministres

### République démocratique d'Azerbaïdjan
| Ministres                    | Dates                             |
| Mammad Hassan Hadjinski      | 28 mai – 6 octobre 1918           |
| Alimerdan Bey Toptchoubachov | 6 octobre – 26 décembre 1918      |
| Fatali Khan Khoyski          | 26 décembre 1918 – 14 mars 1919   |
| Mammad Yusif Djafarov        | 14 mars – 12 décembre 1919        |
| Fatali Khan Khoyski          | 12 décembre 1919 – 1er avril 1920 |

### République socialiste soviétique d'Azerbaïdjan
| Ministres           | Dates                                |
| Nariman Narimanov   | Avril 1920 – mai 1921                |
| Mirza Huseinov      | Mai – décembre 1921                  |
| vacant              | 1921 - 1944                          |
| Mahmud Aliyev       | 2 septembre 1944 – 24 septembre 1958 |
| Tahira Tahirova     | 26 mars 1959 – 24 novembre 1983      |
| Elmira Gafarova     | 1er décembre 1983 – 22 décembre 1987 |
| Husseinagha Sadigov | 23 janvier 1988 – 29 mai 1992        |

### République d'Azerbaïdjan
| Ministres         | Dates                              |
| Tofig Gassimov    | 4 juillet 1992 – 26 juin 1993      |
| Hasan Hasanov     | 2 septembre 1993 – 16 février 1998 |
| Tofig Zulfugarov, | 5 mars 1998 – 26 octobre 1999      |
| Vilayet Gouliyev  | 26 octobre 1999 – 2 avril 2004     |
| Elmar Mamedyarov  | 3 avril 2004 – 16 juillet 2020     |
| Djeyhoun Baïramov | Depuis le 16 juillet 2020          |